# Nassella
Nassella (nombre común hierba aguja) es un género de hierbas perennes perteneciente a la familia de las poáceas y nativos del Nuevo Mundo. Es un segregado del género Stipa e incluye nuevas especies clasificadas en ese género.
Nassella pulchra (o hierba púrpura de la aguja) es una hierba nativa de California que era dominante en la praderas antes de que las hierbas invasoras de Europa llegaran a ser dominantes. 
Las semillas de N. pulchra era una importante fuente de alimentación de los indios nativos de California. Hoy desempeñan un importante papel en la restauración de prados y contra la erosión.

## Especies
- Nassella airoides (E.Ekman) Barkworth
- Nassella ancoraimensis F.Rojas
- Nassella arcaensis (Speg.) Torres
- Nassella arcuata (R.E.Fr.) Torres
- Nassella arechavaletae (Speg.) Barkworth
- Nassella argentinensis (Speg.) Peñail.
- Nassella asplundii Hitchc.
- Nassella ayacuchensis (Tovar) Barkworth
- Nassella brachychaetoides (Speg.) Barkworth
- Nassella brachyphylla (Hitchc.) Barkworth
- Nassella brasiliensis (A.Zanín & Longhi-Wagner) Peñail.
- Nassella cabrerae Torres
- Nassella carettei (Hauman) Torres
- Nassella catamarcensis Torres
- Nassella cernua (Stebbins & Love) Barkworth
- Nassella chaparensis F.Rojas
- Nassella charruana (Arechav.) Barkworth
- Nassella chilensis (Trin.) E. Desv.
- Nassella clarazii (Ball) Barkworth
- Nassella coquimbensis (Matthei) Peñail.
- Nassella cordobensis (Speg.) Barkworth
- Nassella crassiflora (Roseng. & B.R.Arrill.) Barkworth
- Nassella curamalalensis (Speg.) Barkworth
- Nassella curviseta (Hitchc.) Barkworth
- Nassella dasycarpa (Hitchc.) Torres
- Nassella depauperata (Pilg.) Barkworth
- Nassella duriuscula (Phil.) Barkworth
- Nassella elata (Speg.) Torres
- Nassella entrerriensis (Burkart) Peñail.
- Nassella fabrisii Torres
- Nassella famatinensis Torres
- Nassella filiculmis (Delile) Barkworth
- Nassella formicarum (Delile) Barkworth
- Nassella gibba (Phil.) Muñoz-Schick
- Nassella gigantea (Steud.) Muñoz-Schick
- Nassella glabripoda Torres
- Nassella hirtifolia (Hitchc.) Barkworth
- Nassella holwayii (Hitchc.) Barkworth
- Nassella huallancaensis (Tovar) Barkworth
- Nassella hunzikeri (Caro) Barkworth
- Nassella hyalina (Nees) Barkworth
- Nassella ibarrensis (Kunth) Laegaard (non Peñail.)
- Nassella inconspicua (J.Presl) Barkworth
- Nassella juergensii (Hack.) Barkworth
- Nassella juncea Phil.  sin: Nassella chilensis var. juncea (Phil.)Muñoz-Schick
- Nassella lachnophylla (Trin.) Barkworth
- Nassella laevissima (Phil.) Barkworth
- Nassella lepida (Hitchc.) Barkworth
- Nassella leptocoronata (Roseng. & B.R.Arrill.) Barkworth
- Nassella leptothera (Speg.) Torres
- Nassella leucotricha (Trin. & Rupr.) R.W.Pohl in Barkworth
- Nassella linearifolia (E.Fourn.) R.W.Pohl
- Nassella longicoronata (Roseng. & B.R.Arrill.) Barkworth
- Nassella longiglumis (Phil.) Barkworth
- Nassella macrathera (Phil.) Barkworth
- Nassella manicata (E.Desv.) Barkworth
- Nassella megapotamica (Spreng. ex Trin.) Barkworth
- Nassella melanosperma (J.Presl) Barkworth
- Nassella mexicana (Hitchc.) R.W.Pohl in Barkworth
- Nassella meyeniana (Trin. & Rupr.) Parodi
- Nassella meyeri Torres
- Nassella mucronata (Kunth) R.W.Pohl in Barkworth
- Nassella nardoides (Phil.) Barkworth
- Nassella neesiana (Trin. & Rupr.) Barkworth
- Nassella nidulans (Mez) Barkworth
- Nassella niduloides (Caro) Barkworth
- Nassella novarae Torres
- Nassella nubicola (Speg.) Torres
- Nassella nutans (Hack.) Barkworth
- Nassella pampagrandensis (Speg.) Barkworth
- Nassella pampeana (Speg.) Barkworth
- Nassella paramilloensis (Speg.) Torres
- Nassella parodii (Matthei) Barkworth
- Nassella parva Torres
- Nassella pauciciliata (Roseng. & Izag.) Barkworth
- Nassella pfisteri (Matthei) Barkworth
- Nassella philippii (Steud.) Barkworth
- Nassella planaltina (A.Zanín & Longhi-Wagner) Peñail.
- Nassella poeppigiana (Trin. & Rupr.) Barkworth
- Nassella pseudopampagrandensis (Caro) Barkworth
- Nassella psittacorum (Speg.) Peñail.
- Nassella pubiflora (Trin. & Rupr.) E. Desv. in Gay
- Nassella pulchra ((Hitchc.) Barkworth
- Nassella punensis Torres
- Nassella pungens E.Desv. in Gay
- Nassella ragonesei Torres
- Nassella rhizomata (A. Zanín & Longhi-Wagner) Peñail.
- Nassella rosengurttii (Chase) Barkworth
- Nassella rupestris (Phil.) Torres
- Nassella sanluisensis (Speg.) Barkworth
- Nassella sellowiana (Nees ex Trin. & Rupr.) Peñail.
- Nassella smithii (Hitchc.) Barkworth
- Nassella soukupii (Tovar) Barkworth
- Nassella spegazzinii (Arechav.) Barkworth
- Nassella stuckertii (Hack.) Barkworth
- Nassella subnitida (Roseng. & B. R. Arill.) Barkworth
- Nassella tenuiculmis (Hack.) Peñail.
- Nassella tenuis (Phil.) Barkworth
- Nassella tenuissima (Trin.) Barkworth
- Nassella torquata (Speg.) Barkworth
- Nassella trachyphylla Henrard
- Nassella trichotoma (Nees) Hack. ex Arechav.
- Nassella tucumana (Parodi) Torres
- Nassella uspallatensis (Speg.) Torres
- Nassella vallsii (A. Zanín & Longhi-Wagner) Peñail.
- Nassella ventanicola (Cabrera & Torres) Barkworth
- Nassella viridula (Trin.) Barkworth
- Nassella wurdackii (Tovar) Barkworth
- Nassella yaviensis Torres